# Darius (videójáték)
A  Darius 1987-es horizontálisan mozgó lövöldözős játéktermi játék, melyet a Taito Corporation fejlesztett és jelentetett meg. A játékosok egy Silver Hawk nevű űrhajót irányítanak, feladatuk a Belser Birodalom megállítása a Darius bolygó elpusztítása előtt. A játék menete egy sor oldalra mozgó pályán való végignavigálásból, illetve az azokon elszórt ellenségek elpusztításából és a képességnövelő gömbök összegyűjtéséből áll. A játék hírhedt az egyedi háromképernyős panorámakijelzőjéről.
A játékot egy Jarita Dzsundzsi által vezényelt kis csapat tervezte. A Darius a hasonló játékokkal ellentétben nem mechanikus vagy bogárszerű ellenségeket, hanem vízi élőlényeket, így halakat és rákokat vonultat fel az ellenségek és a képernyőbetöltő főellenségek gyanánt. A Darius a Taito korábbi Laser Grand Prix (1983) című panorámakijelzős játékán alapuló hatalmas játéktermi gépét úgy tervezték, hogy moziszerű légkört teremtsen és kitűnjön a korszak többi játéka közül. A játék zenéjét a Taito „házi zenekara”, a Zuntata szerezte, a dalok többségét frekvenciamodulációs szintézis és hanganyagmintázás kombinációjával írták.

## Játékmenet

Képernyőkép a játéktermi verzióból

A Darius kétdimenziós horizontálisan mozgó shoot ’em up, amely egy fikcionális jövőben játszódik. A shoot ’em upok között egyedi módon a játéknak háromszor szélesebb a kijelzője a megszokottnál, ezt három különálló képernyővel oldották meg. A játékos egy Silver Hawk névre keresztelt űrhajót irányít, és végig kell navigálnia a folyamatosan jobbra mozgó pályákon, miközben különböző ellenséges egységekkel, így űrhajókkal, földi járművekkel, ágyúkkal és egyéb akadályokkal harcol. A játékos űrhajója előrefelé irányuló rakétákkal, légi bombákkal és egy védelmező energiamezővel van felszerelve, melyek az azonos színű ellenségek elpusztításával kinyerhető színes gömbök felszedésével fejleszteni is lehet. Amikor a játékos a pálya végére ér, akkor a továbbhaladáshoz le kell győznie egy főellenséget. A főellenség elpusztítása után a játékos egy elágazás képében kiválaszthatja a következő pályát. Ugyan a játékban összesen 28 pálya van, azonban egy végigjátszás során legfeljebb 7 érhető el.

## Fejlesztés
A Dariust Jarita Dzsundzsi tervezte, Fudzsita Akira tervező és Szugavara Tóru programozó közreműködésével. Fudzsita egy olyan shoot ’em upot akart készíteni, melyben a játékos minden pálya végén egy hatalmas főellenséggel harcol, hogy ezzel „feldobja” a játék hangulatát és kitünjön a többi hasonló játékoktól, Fudzsita ötlete nyomán a főellenségek halakon és egyéb vízi élőlényeken alapulnak. Jarita összesen 26 különböző ilyen űrhajót tervezett meg, azonban az időhatárok miatt a fejlesztőcsapat mindössze tizenegyet tudott beültetni a játékba. Egy főellenség megalkotása körülbelül tíz napba telt. A fel nem használt főellenség-vázlatok némelyike bekerült a játék promóciós anyagába, ami annak volt köszönhető, hogy ezek elkészítését egy külsős cégre bízták.

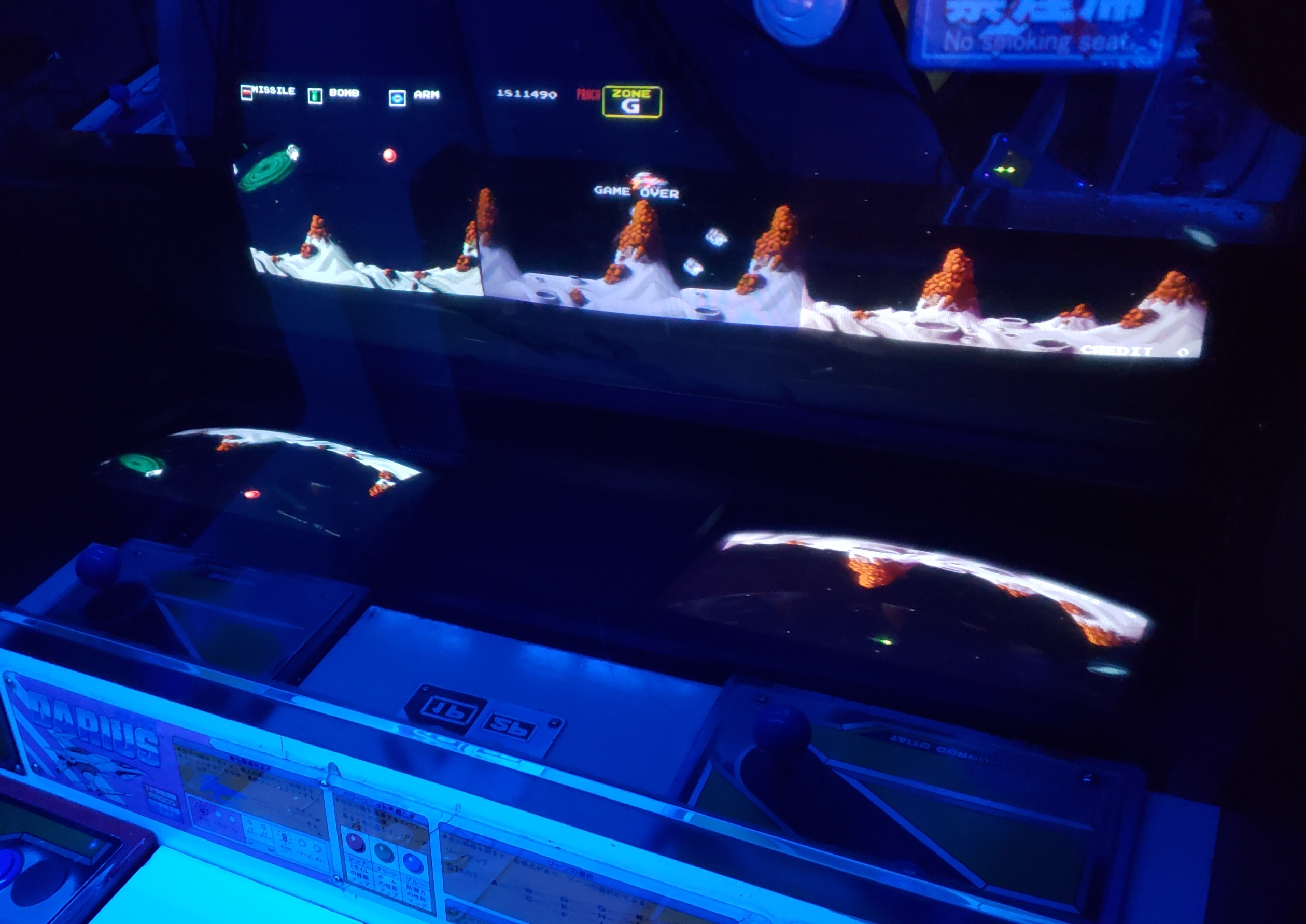
A Darius-kabinetek a középső monitor oldalaira szerelt tükrök segítségével tükrözik vissza az alsó két monitor képét

A játéktermi kabinetet Hiroszava Nacuki tervezte, és három különálló képernyővel van szerelve, melyek a tükörhatás segítségével megszakítás nélkülinek tűnnek. Ezt az elgondolást a Taito korábban megjelent Wyvern F-O és Super Dead Heat című játékainál is alkalmazták, a Darius esetében azért döntöttek ennek használata mellett, hogy a 4:1 képarány moziszerűbb megjelenést adjon a játéknak és egyedibbnek hasson a hasonló lövöldözős játékokhoz képest. A kabineten kettő-kettő fejhallgató-bemenet és hangerőszabályzó, valamint egy a játékosok padja alá szerelt hangrendszer is helyet kapott, utóbbit a Taito „body sonic” névre keresztelte. Ezt a koncepciót eredetileg az 1983-ban megjelent Laser Grand Prix című játéknál alkalmazták volna először, azonban a rendszer kialakítása túl költséges lett volna és elvetették azt. Az ellenséges egységek neveit különböző gyógyszerekről, illetve a cég munkatársairól kölcsönözték. Fudzsita a pályák kialakításán és az űrhajófejlesztéseken dolgozott, melyek az egyik legnagyobb kihívásnak bizonyultak a fejlesztés során — az űrhajófejlesztések eredetileg kicsi, gubószerű, a játékos körül keringő hajók képében jelentek volna meg, azonban Fudzsitának nem tetszett ez az ötlet és kivágta a játékból.
A játék zenei anyagát Ogura Hiszajosi, a Taito „házi együttesének”, a Zuntatának az alapítója szerezte. Ogura a zenével egy mély, kiterjesztett univerzum hatását akarta kelteni, és azt akarta, hogy az kitűnjön a korszak többi shoot ’em upjától. A zene nagy részét frekvenciamodulációs szintézis és hanganyagmintázás kombinációjával írták, illetve egyes dalokat a Yokosuka Symphony nagyzenekari csoport készítette el. Az első pályán hallható Captain Neo című dalt eredetileg a Taito korábban megjelent Metal Soldier Isaac II című játékának főcímdalaként jelent meg, a Darius esetében eredetileg csak helykitöltőként használták a játékkiállítások során — Ogura kedvelte a dalt és a „nyomasztóan hatalmas erőt” sugárzó hangulatát, így úgy döntött, hogy az a játék végleges verziójában is bennmarad.

## Megjelenés
A játéktermi gép bemutatója a londoni Amusement Trades Exhibition International (ATEI) kiállításon volt 1987 februárjában. A Darius 1987 februárjában jelent meg Japánban a játéktermekben, melyet 1987 áprilisában követett az észak-amerikai megjelenés.
A NEC Avenue 1990-ben három PC Engine-átiratot is megjelentetett a japán piacon. A Super Darius március 16-án jelent meg a CD-ROM² System kiegészítőre, ezt szeptember 21-én a Darius Plus követte egy 8 megabites HuCard-verzió képében. A Darius Plus az egyetlen kereskedelmi forgalomban megjelent HuCard, amely előrefelé kompatibilis módon grafikai javításokkal támogatja a PC Engine SuperGrafx konzolt. A harmadik verzió, a Darius Alpha kizárólag egy nyereményjáték díjaként jelent meg, mindössze 800 példányban. A Darius Alpha a Darius Plus alternatív verziója, melyben a játékos kizárólag a főellenségek ellen harcol. A Darius Plushoz hasonlóan fokozott SuperGrafx-támogatással rendelkezik. Mindhárom PC Engine-verziót a Bits Laboratory fejlesztette. Ugyanebben az évben Európában Darius+ címmel Amiga, Atari ST és ZX Spectrum platformokra otthoni számítógépes verziók is megjelentek, ezeket a The Edge forgalmazta és Softek fejlesztette. Ezeknek a verziónak a zenét leszámítva vajmi kevés közük van az eredeti játékhoz. 2002-ben Japánban a PCCW Darius R címmel elkészítette az első Darius-játék újragondolását Game Boy Advance-re, ez a verzió eltérő dalokkal és kevesebb pályával rendelkezik. A Bothtec fejlesztésében számos mobiltelefonos kiadás is megjelent, így 2002-ben a DariusGate, 2004-ben a Darius Boss Rush, a Darius DX és a Darius Ocean, 2005-ben a Darius kanzenban, 2007-ben a Darius, illetve 2008-ban a Darius Wide.
2016 augusztusában Japánban és több ázsiai országban PlayStation 4-re is megjelentették az eredeti játéktermi verziót. Az átiratot a Hamster Corporation fejlesztette és az Arcade Archives sorozat részeként jelent meg. 2017 augusztusa és 2019 júliusa között a Darius: The Origin címmel a Rakuten Games weboldalán is játszható volt a játék. A Sega Genesis Mini mikrokonzolon az M2 jóvoltából szerepel egy átirat. 2019-ben a Darius Cozmic Collection részeként a játék több verziója is megjelent Nintendo Switch és PlayStation 4 platformokra. A játék PC Engine-verziója a 2020 márciusában forgalomba hozott PC Engine Mini mikrokonzolra is felkerült. Az M2 2021 februárjában egy kibővített Mega Drive átiratot is megjelentetett Darius Extra Version címmel.

## Fogadtatás
| Szerző         | Értékelés                        |
| -------------- | -------------------------------- |
| AllGame        | (PCE)                            |
| CVG            | Pozitív (játékterem) 79% (Amiga) |
| Raze           | 88% (PCE)                        |
| Commodore User | 81% (Amiga)                      |

A Game Machine magazin 1987 áprilisában az éppen legnépszerűbb függőleges/fülkés kialakítású játéktermi egységnek nevezte a játékot.

## Fordítás
- Ez a szócikk részben vagy egészben  a   Darius (video game) című angol Wikipédia-szócikk ezen változatának fordításán alapul.  Az eredeti cikk szerkesztőit annak laptörténete sorolja fel. Ez a jelzés csupán a megfogalmazás eredetét és a szerzői jogokat jelzi, nem szolgál a cikkben szereplő információk forrásmegjelöléseként.